# Vernissage

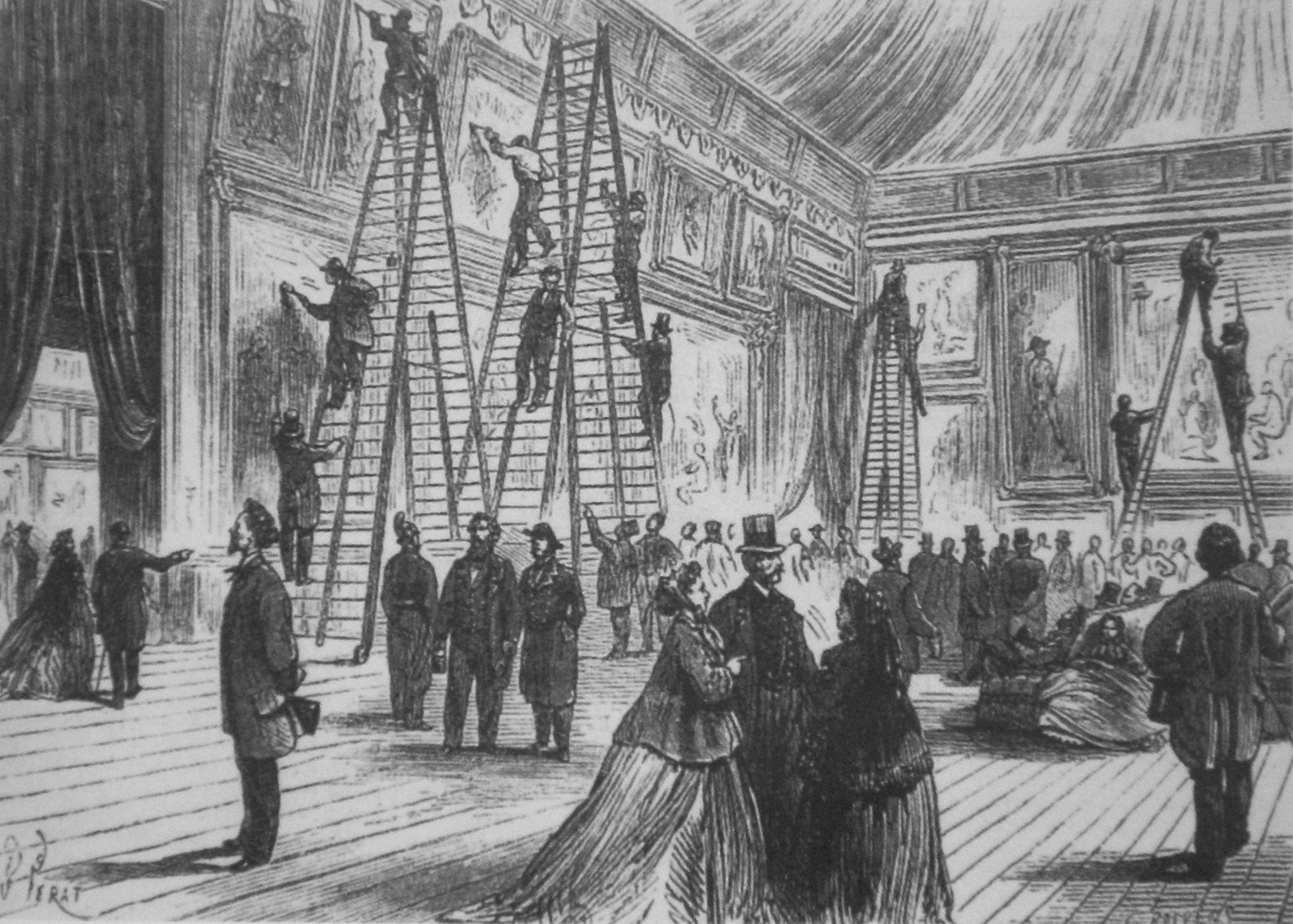
Vernissage au salon, de B. Perat, Paris, 1866. Les toiles sont réellement en train d’être vernies.

Le vernissage est l’inauguration privée d’une exposition artistique, la veille de son ouverture officielle.

## Origine

Jour de vernissage au café Ledoyen, de Hugo Birger, 1886.

Cet évènement tire son nom du fait que c’est le jour où le peintre exposant avait la possibilité de retoucher et de vernir ses toiles. Autrefois, les tableaux présentés aux salons de peinture étaient vernis sur place lors de séances prévues avant la visite du public qui pouvait discuter des œuvres exposées avec les artistes et les autres. Une réception accompagne cet évènement qui a conservé le nom de vernissage, en héritage de cette pratique passée.
L’habitude prise par les clients et l’élite d’apparaître dans les académies les jours de vernissage avant l’ouverture officielle de l’exposition a donné lieu à la tradition de célébrer l’achèvement d’une œuvre d’art ou d’une série d’œuvres d’art avec des amis et des commanditaires. C’est, normalement, un évènement social très chargé, auquel assistent des invités spéciaux, associés d’une façon ou d’une autre au créateur de l’œuvre, collaborateurs, etc. Aujourd’hui, pour les spectacles commerciaux, c’est l’occasion de commercialiser les œuvres en vente aux acheteurs et aux critiques.

## Principe
Le vernissage a lieu sur le lieu de l’exposition même, ou dans un lieu attenant. Il peut s’accompagner d’autres évènements, comme des spectacles et d’autres manifestations, comme des conférences pour les médias, un discours de l’auteur de l’exposition, et parfois ses mécènes ou commanditaires, des collations ou même des banquets, etc. les invités peuvent également recevoir de la documentation.
Le but du vernissage est d’améliorer la visibilité de l’exposition et lui faire de la publicité. C’est également l’occasion de rencontrer des amis et de faire la connaissance de personnes intéressées ou liées à l’art, qui ont souvent une occasion unique de rencontrer personnellement l’auteur des œuvres exposées. Peuvent également être invités au vernissage des invités de marque et des personnalités publiques telles que des artistes de renom, des politiciens, des hommes d’affaires, etc.
Il est fréquent, lors d'un vernissage, de servir un cocktail aux invités, arrosé de champagne accompagné de canapés, par exemple, alors que les artistes et les invités autres que les critiques et les journalistes, qui peuvent être invités ou assister à une inauguration séparée, discutent des œuvres exposées.

## Historique

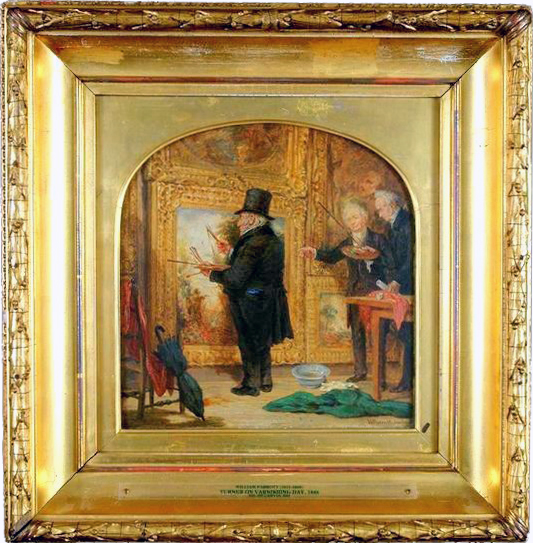
Turner un jour de vernissage, de William Parrott, 1848.

Dans le passé, certains artistes étaient connus pour donner une touche finale à leurs travaux en les vernissant. Ainsi, Turner est célèbre pour avoir apporté des changements importants à ses œuvres le jour même du vernissage, alors que ses collègues académiciens se contentaient de vernir leurs œuvres. Une règle émise en 1809 donnait, en effet, à tous les académiciens anglais la permission de vernir et de retoucher leurs tableaux, pendant trois, parfois quatre jours de plus, une fois ceux-ci accrochés aux murs, entre le jour de l’envoi et le vernissage, privilège jusqu’alors uniquement accordé aux membres du Conseil:610. Ceux-ci prirent alors l’habitude d’envoyer des œuvres inachevées et de les finir en chemin. En 1832, le tableau Ouverture du pont de Waterloo vue des marches de Blanchall de Constable était accroché à côté de la marine Helvœtsluys, la ville d’Utrecht en allant à la mer de Turner, tableau sans couleur positive, tandis que celui accroché à côté paraissait peint avec de l’or et de l’argent liquide. Un jour de vernissage, alors que Turner se tenait derrière les deux tableaux, regardant l’un et l’autre, tandis que Constable s’affairait à ajouter du rouge et du vermillon à son tableau, il quitta subitement la pièce et revint avec une palette. Après avoir barbouillé sa mer grise de plomb rouge, il s’en alla sans dire un mot. L’intensité du plomb rouge, rendue plus vivante par la froideur de l’image, affaiblissait incroyablement les rouges et les vermillons de Constable. Quand Leslie demanda à Constable ce qui venait de se passer, celui-ci lui répondit alors : « Il est venu et il m’a fusillé » tandis que Cooper déclarait qu’un charbon ardent avait traversé la pièce depuis l’usine dépeinte par Jones (en), en face, dans son The Burning Fiery Furnace, pour incendier la mer de Turner. Au dernier moment, ce dernier a verni son barbouillis rouge pour lui donner la forme d’une bouée. D’après Thornbury (en), l’artiste écossais Sir George Harvey (en) lui raconta que Turner, s’étant rendu compte qu’une note sombre au premier plan augmenterait l’impression de profondeur, « découpa dans une gravure une figure de chien et la colla au premier plan du tableau et que, de même, l’ombrelle d’une femme consistait en un pain à cacheter fixé puis recouvert de peinture. »

 
Turnait adorait ces jours de vernissage. Lorsqu’il fut question, un moment, de les supprimer, il déclara : 

« En ce cas, vous éliminerez les seules réunions sociales dont nous disposions, la seule occasion de nous réunir tous de manière simple. Sans vernissages, nous ne nous connaîtrons plus les uns les autres ! »

 Lorsque ceux-ci finirent par être supprimés, non du vivant de Turner, mais par la suite, les autres exposants se plaignirent des avantages acquis par les académiciens. Ensuite, ils se plaignirent qu’on les empêche d’améliorer un tableau lorsqu’une petite touche suffisait. Lorsqu’on se rendit ensuite compte que l’exposition souffrait de ce que certains tableaux étaient envoyés non vernis, il fut convenu, pour faire face à toutes les difficultés, que tous les exposants seraient invités à vernir les tableaux paraissant le nécessiter jusqu’à midi au premier jour d’exposition.

## Variantes
Il existe également une cérémonie comparable lors de la fin des expositions d’art, appelée « finissage » ou « dévernissage ». Lorsque ce genre d’évènement survient au milieu de longues expositions d’art, on les appelle communément, en allemand, et plus rarement, en anglais, « midissage », mais pas en français.